# Ахмет Енер
Ахмет Енер (на турски: Ahmet Yener) е турски съдия, председател на Върховния избирателен съвет на Турция (от 2023 година).

## Биография
Роден е на 13 април 1966 г. в град Бейпазаръ, вилает Анкара, Турция. Средното си образование получава в гимназия „Имам Хатип“ в Анкара, след което следва висше в Юридическия факултет на Истанбулския университет. Постъпва на работа като кандидат за съдия в Анкара. След това работи като съдия в Байкан, Йъгълджа, Сиврихисар, Османие и Къръккале.
На 22 декември 2011 г. е избран за член на Върховния апелативен съд и част от 21-ви граждански състав на съда. На 16 януари 2020 г. е избран за член на Върховния избирателен съвет, като на 24 януари встъпва в длъжност. На 26 януари 2023 г. е избран за председател на Върховния избирателен съвет.